# Aeroportul Cupica
Aeroportul Cupica (IATA: BHF, ICAO: SKCP) este un aeroport din . Aeroportul a fost tranzitat în 2021 de 100 de pasageri.
Situat la o altitudine de , aeroportul dispune de o singură pistă.

## Infrastructură

### Piste
Eroare Lua în Modul:Runway la linia 47: attempt to get length of local 'runwayClaims' (a nil value)